# Никорак Ірина Петрівна
Никорак Ірина Петрівна (нар. 12 вересня 1987, Вижниця, Чернівецька область) — українська політична діячка, народна депутатка України IX скликання від партії Європейська солідарність.

## Життєпис

### Освіта
Народилася 12 вересня 1987 року у Вижниці Чернівецької області.
2004—2010 — навчалася на юридичному факультеті КНУ ім. Тараса Шевченка за спеціальністю правознавство, отримала диплом магістра права з відзнакою за спеціальністю «цивільне право».
2012 — закінчила економічний факультет Інституту післядипломної освіти КНУ, спеціаліст у галузі фінансів.
2015 — отримала диплом магістра державного управління в Національній академії державного управління при Президентові України за спеціальністю «політичне та публічне управління».
2015 — магістр бізнес адміністрування в Інституті післядипломної освіти Університету КРОК за спеціалізацію «управління бізнес процесами та проектами», MBA в «Швейцарській бізнес-школі Montreux».

### Кар'єра
2010—2011 — розпочала трудову діяльність на посаді юрисконсультанта в ПАТ Мостобуд.
2011 — юрист у компанії «Інтегрітес», 2012—2014 — юрисконсультант у девелоперській компанії.

### Політика
Політичну кар'єру розпочала помічницею народного депутата VIII скликання від партії «Народний фронт» Олександра Присяжнюка, а потому — народного депутата IX скликання від «Європейської Солідарності» Сергія Алєксєєва.
2014—2019 — секретар депутатських груп Верховної Ради України з міжпарламентських зв'язків з Китайською Народною Республікою, Австрійською Республікою, Королівством Саудівська Аравія, Єгиптом.
2015 — обрана депутатом Київської міськради від БПП «Солідарність» на 64 окрузі в Оболонському районі.
У 2015 — засновниця ГО «Смілива Україна», яка у період широкомасштабного вторгнення запезпечувала продуктами харчування, медикаментами, одягом, засобами гігієни тощо дорослих та дітей. Здійснювала допомогу військовим на фронті, госпіталям та лікарням.
2018 — радник мера Києва на громадських засадах.
До 2019 року керувала ГО «SILK LINK». Громадська організація була майданчиком для ділової і політичної взаємодії між Україною, Китаєм і країнами Європи.
З 2020 року — секретар депутатської групи ВРУ з міжпарламентських зв'язків з Китайською Народною Республікою.
25 жовтня 2020 — обрана до Київради від партії «Європейська Солідарність» в Оболонському районі, перший заступник комісії Київської міськради з питань підприємництва, промисловості та міського благоустрою.
З 2022 — засновниця соціального проєкту із забезпечення жінок-військовослужбовців якісною жіночою формою — ARMWOMENNOW.
З 2023 — засновниця ArmWomen Hub — хабу з надання ментальної та психологічної підтримки і менторського супроводу жінок-військових та ветеранів.
З 2023 — автор і ведуча ютуб-каналу про жінок-військовослужбовців в українській армії ArmWomenBlog.
27 березня 2023 року стала народним депутатом IX скликання від партії «Європейська Солідарність» замість Михайла Забродського. Членкиня Комітету Верховної Ради України з питань соціальної політики та захисту прав ветеранів.

## Родина
- Чоловік — Еміль Соловйов. Забудовник, колишній військовий, колишній очільник ТОВ «К. А.Н Девелопмент». Закінчив Київське вище військове авіаційне інженерне училище. Станом на 2023 Соловйов — генеральний директор групи компаній «НЕСТ»[10]. Спільно виховують сина.
- Батько — Петро Никорак, працював на керівних посадах в ПАТ «Мостобуд».